# Pyotr Tkachev
Pyotr Nikitich Tkachev, também escrito Tkachyov (em russo:  Петр Никитич Ткачев; 29 de junho de 1844 — 4 de janeiro de 1886) foi um escritor, crítico e teórico revolucionário russo que formulou muitos dos princípios revolucionários que mais tarde seriam desenvolvidos e postos em prática por Vladimir Lenin.
Embora às vezes tenha sido conhecido como "o Primeiro Bolchevique", ele não figurava de forma proeminente na mitologia da União Soviética, pois isso teria prejudicado a reivindicação bolchevique à originalidade do pensamento revolucionário de Lenin.

## Biografia

### Início de vida
Tkachev nasceu em 1844 em uma família da pequena aristocracia. Veio da aldeia de Sivistov, que estava localizada no Governorado de Pskov. Sua irmã, Aleksandra Nikititchna Annenskaia, foi escritora feminista para jovens.
Começou a frequentar a Universidade de São Petersburgo em 1861 e participou de uma série de violentos protestos estudantis naquele ano. Preso pela polícia durante um tumulto em 11 de outubro, Tkachev provavelmente entrou em contato com a filosofia política russa radical através de outros presos durante os meses em que ficou encadeado em uma prisão de Kronstadt. Após ter sido preso por participar das greves estudantis de 1861, passou vários anos na Fortaleza de São Pedro e São Paulo.

### Carreira política
Tkachev elogiou o romance Que Fazer? de Tchernichevski, chamando-o de "evangelho do movimento".
Populistas como ele argumentaram contra a espera indefinida pela revolução social, enquanto, entretanto, condenaram a revolta e o terrorismo pela vanguarda; acreditava que se arriscava permitindo que o governo czarista se estabilizasse pelo avanço do capitalismo. Somente o estabelecimento de uma ditadura revolucionária através da tomada do poder possibilitaria assegurar as condições políticas corretas para uma transição para o socialismo. Isso se tornaria o "princípio orientador" da teoria da revolução de Lenin.
Os populistas voltaram aos métodos jacobinos de golpes, conspiração e terrorismo "em nome do povo" na década de 1870, depois de trocá-lo pela revolução social. Nesse sentido, os escritos de Tkachev marcaram um "divisor de águas crucial", estabelecendo uma ponte entre o jacobinismo de Nechayev, a "tradição clássica" dos Populistas de Terra e Liberdade e a tradição marxista de Lenin.

### Encontro com Nechayev e exílio
Em meados de 1870, Tkachev ficou hipnotizado pelas obras de Sergey Nechayev, o que o levaria a passar mais uma vez na prisão, antes de ir para o exílio na Suíça. Foi lá que adotou (grosseiramente) a sociologia de Marx, o que resultou em sua separação com o Populismo.
Ele formulou uma crítica violenta ao movimento "Para o Povo", que consistia em vários estudantes e populistas que viajavam para aldeias camponesas. Nela formulou sua convicção de que a propaganda não poderia iniciar uma revolução porque "as leis do progresso social" faziam com que o regime sempre tivesse o apoio de camponeses mais ricos. Em vez disso, ele defendeu a realização de um golpe, uma tomada de poder, pela vanguarda revolucionária, que então prosseguiria com o estabelecimento de uma ditadura e iniciaria a transição para o socialismo. Tkachev acreditava que o momento era perfeito para a tomada do poder, e que deveria ser feito o mais rápido possível, enquanto não existia uma força social que estivesse preparada para se unir ao governo, algo que viria com o desenvolvimento da burguesia e do capitalismo. Um grito de guerra em uma de suas passagens críticas — que mais tarde seria copiado por Lenin em outubro de 1917 — diz: "É por isso que não podemos esperar. É por isso que afirmamos que uma revolução é indispensável e indispensável agora, neste exato momento, não podemos permitir o adiamento. É agora ou — talvez muito em breve — nunca." Escreveu ainda que um partido conspirador e elitista, disciplinado e centralizado semelhante a um exército, era essencial para que isso fosse bem sucedido — algo também ecoado mais tarde por Lenin.

### Vida posterior e morte
No final de 1882, ele ficou gravemente doente e passou os últimos anos num hospital psiquiátrico. Morreu em 4 de janeiro de 1886 em Paris, aos 41 anos.

## Ideias políticas
Suas atitudes autoritárias, como a de Bakunin, Speshnev, Plekhanov e Lenin, podem ser explicadas por suas origens nobres.
Seria enganoso caracterizar Tkachev como um marxista doutrinário. O historiador Andrzej Walicki argumentou que a forma de determinismo econômico defendida por Tkachev diferia significativamente do materialismo histórico desenvolvido por Karl Marx e Friedrich Engels: "Esse 'materialismo econômico' específico de Tkachev não equivalia ao marxismo; constituía antes uma mistura peculiar de alguns elementos do marxismo com um utilitarismo primitivo, exagerando grosseiramente o papel da motivação econômica direta no comportamento individual."

### Impacto e seguimento
Um grupo terrorista radical chamado "Vontade do Povo" (Narodnaya Volya) fundado em 1879, influenciado pelos ensinamentos de Tkachev, assassinaria o czar Alexandre II em 1 de março de 1881.

### Lenin e o Tkachevismo
Lenin devia mais a Tkachev do que qualquer outro teórico russo. A principal ideia que defendia e que influenciava o desenvolvimento da filosofia política do futuro líder bolchevique era a de uma vanguarda revolucionária. Embora não explicitamente usando esse termo leninista, Tkachev argumentou que – na ausência de uma revolução popular, baseada no campesinato – revolucionários devem se levantar e derrotar um governo tirânico. A abordagem leninista do marxismo estava enraizada em suas origens no movimento revolucionário russo, com os escritos e ideias de Tchernichevski, Tkachev, Nechayev e do Vontade do Povo injetados no marxismo passivo para dar-lhe uma "dose russa de política conspiratória". Isso permitiu a precipitação de uma revolução pela ação política. Tkachev era um proponente de um partido revolucionário estreitamente organizado, seguindo as ideias de Nechayev, e também foi influenciado pelo movimento revolucionário francês blanquismo. Em sua opinião, o principal dever dos partidos revolucionários não era envolver-se em esforços de propaganda, mas derrubar o governo e tomar o poder em nome do proletariado.